# Pâmella Oliveira
Pâmella Nascimento de Oliveira (Vila Velha, 6 de octubre de 1987) es una deportista brasileña que compitió en triatlón. Ganó una medalla en los Juegos Panamericanos de 2011, y dos medallas en el Campeonato Panamericano de Triatlón en los años 2013 y 2017.

## Palmarés internacional
| Juegos Panamericanos    | Juegos Panamericanos   | Juegos Panamericanos | Juegos Panamericanos |
| Año                     | Lugar                  | Medalla              | Prueba               |
| ----------------------- | ---------------------- | -------------------- | -------------------- |
| 2011                    | Guadalajara (México)   | Medalla de bronce    | Individual           |
| Campeonato Panamericano |                        |                      |                      |
| Año                     | Lugar                  | Medalla              | Prueba               |
| 2013                    | Vila Velha (Brasil)    | Medalla de oro       | Individual           |
| 2017                    | Puerto López (Ecuador) | Medalla de plata     | Individual           |